# Boulogne-la-Grasse

Boulogne-la-Grasse este o comună în departamentul Oise, Franța. În 1 ianuarie 2022 avea o populație de 466 de locuitori.